# Takumi Minamino
Takumi Minamino (japonsko 南野 拓実), japonski nogometaš, * 16. januar 1995.
Za japonsko reprezentanco je odigral 47 uradnih tekem.